# Чердаклы (Ульяновская область)
Чердаклы́ — посёлок городского типа, административный центр Чердаклинского района Ульяновской области и одноимённого городского поселения.

## Этимология
Топонимист В. Ф. Барашков предполагал, что другую запись поселения — Чердаки перенесли сюда переселенцы из селений Большой и Малый Чердаки, упоминая народную версию, по которой на месте селения стояли навесы на столбах для сушки сена, где под крышами-чердаками прятались беглые. Однако связь названия Чердаклы со словом чердак с прямым значением или со значением «навес для сушки сена» является сомнительной. В то же время тюркский суффикс -лы часто используется для образования названий селений от антропонимов или этнонимов. В этом ойкониме в основе тюркское родоплеменное название, например подобные группы имеются у киргизов — шердак и у тувинцев — чердык.

## География
Расположен в 35 км от областного центра, в лесостепной местности левобережья Куйбышевского водохранилища, на берегу озёр Песчаное и Великое (Яик), в центре поселка располагается озеро Попово. Кроме перечисленных трех озёр, в поселке есть ещё четыре, некоторые из которых уже на грани исчезновения.

## История
Основан в 1688 году служилыми татарами, выходцами из Пензенского уезда во главе с Сулейманом Янгаповым, первые обитатели — татары, мордва.
В течение многих лет жители села в качестве казаков и стрельцов несли сторожевую службу на Закамской засечной черте. В дальнейшем надобность в сторожевой службе отпала и Чердаклы стали обычным селом.
В 1697 году чердаклинскими служилыми татарами был основан Калмаюр.
В 1708 году, при административном делении Петра I на губернии, вошёл в состав Казанского уезда Казанской губернии.
В 1780 году, при создании Симбирского наместничества, село Покровское Черлаклы вошло в состав Ставропольского уезда. В селе было пахотных солдат 116, экономических крестьян 4, ясашных крестьян 8, помещиковых крестьян — 443 ревизских душ.
В 1796 году — в составе Симбирской губернии.
В 1848—1849 гг. на средства прихожан в селе Чердаки, была построена деревянная Покровская церковь. Двухпрестольная: во имя Покрова Божией Матери и Чудотворца Петра митрополита Московского, перестроена в 1861 году.
В 1851 году село вошло в состав 2-го стана Ставропольского уезда Самарской губернии.
В 1859 году селе Покровское (Чердаки, Чердаклы) было 347 дворов и 2527 жителей.
В 1861 году село стало волостным центром и за ним окончательно закрепилось название Чердаклы.

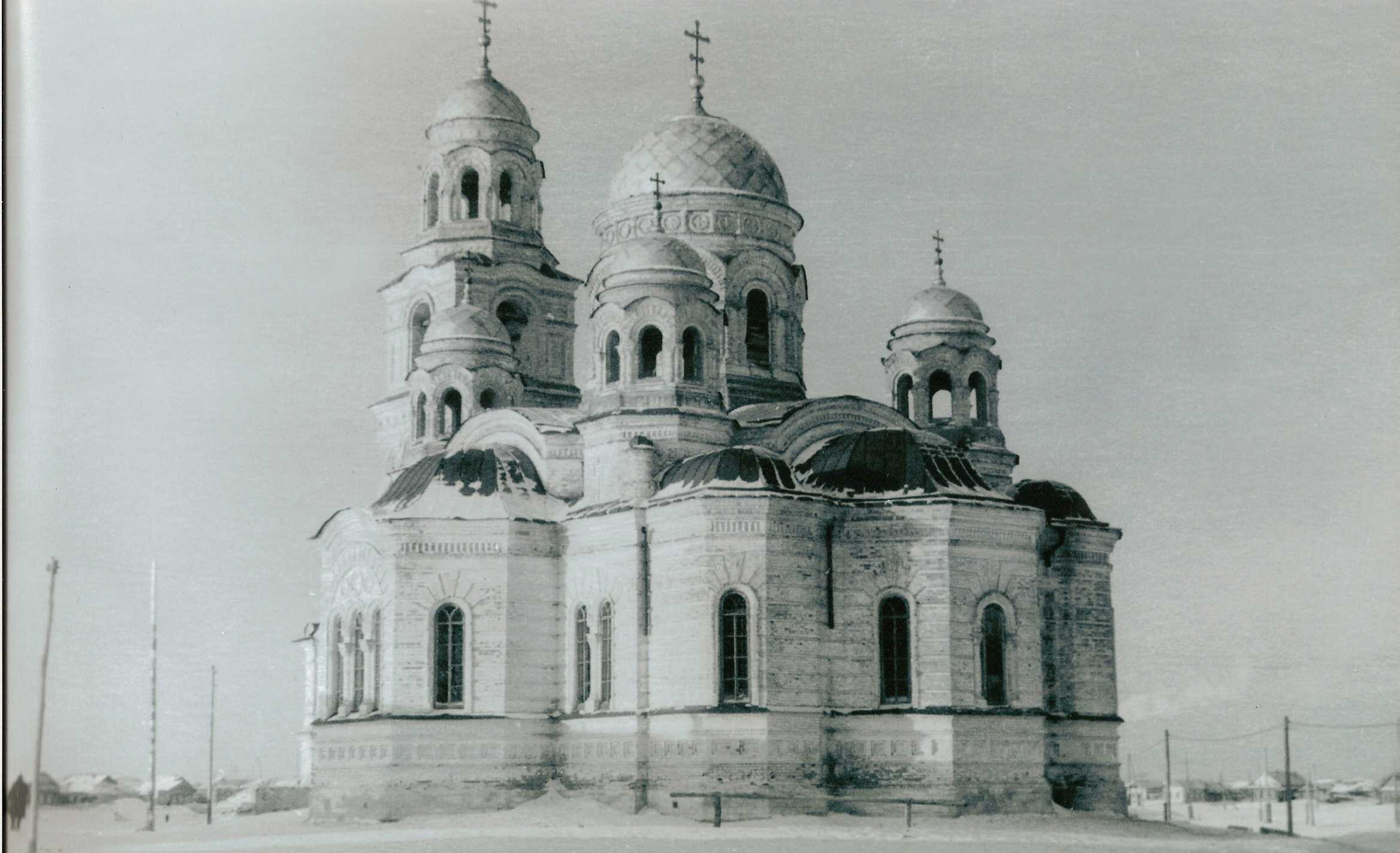
Покровский храм (старый, утрачен).

На 1889 год село Чердаклы (Чердаки) центр волости, имеется: военно-конское учреждение, судебные пристав, церковь, школа, почтовая станция, базар, 14 ветряных мельниц, в 487 дворах жило 3246 человек.
В 1895 году в селе Чердаклы по проекту архитектора В. Л. Ивановского был построен каменный двухпрестольный Покровский храм. Престолы: во имя Покрова Богородицы и св. Николая Чудотворца. В 1910 году был составлен проект новой каменной церкви.
В 1902 году была открыта ж/д станция «Чердаклы» Волго-Бугульминской железной дороги.
В 1905 году было построено здание ж/д станции Чердаклы.
В 1912 году в русском селе Чердаклы было 706 дворов, 3824 жителя, церковь, 3 земских и 2 церковно-приходские школы, земская больница, почтовая станция, винокуренный завод Виноградова, паровая и 14 ветряных мельниц , 4 крупообдирки, 3 маслобойни, базары по воскресеньям.
В 1928 году село становится административным центром Чердаклинского района Средне-Волжской области.
На 1930 год село Чердаклы — центр Чердаклинского сельсовета (Чердаклы, д. Кочетовка, п. Круглинский, п. Луч, п. Ниж. Новопольцы, п. Петровские Выселки, ж/д ст. Чердаклы) и района, в котором проживало в 1092 дворах — 4743 жителя [1].
В 1931 году создан колхоз «Путь Ленина» Чердаклинского поселкового Совета. В 1968 году колхоз реорганизован в совхоз «Заволжский». Также были колхозы: Красный партизан, имени Кирова, имени Володарского и Путь открыт (имени Булганина).
С 1943 года в составе Ульяновской области.
В 1952 году, ввиду затоплением селений Ботьма, Юрманки и Ерзовка Куйбышевским водохранилищем, жители этих селений были доприселены в Чердаклы.
Статус посёлка городского типа — с 1957 года.
Церковь Покрова Божьей Матери, построенной в 1889—1895 годах в селе Чердаклы, разрушена в 1958—1960 годах.
В 1996 году: население 11400 человек, преимущественно русские, татары. СПК «Заволжский», мясокомбинат, спиртзавод, хлебозавод, завод комбикормов, элеватор, комбинат бытового обслуживания, ремонтно-строительный участок, Дом культуры, две средние, восьмилетняя школы, Дворец творчества учащихся, библиотека, Покровская православная церковь, 2 мечети, больница.
В 2005 году посёлок стал административным центром Чердаклинского городского поселения.

## Население
| 1859    | 1889    | 1897    | 1903    | 1910    | 1959    | 1970    | 1979    | 1989    |
| ------- | ------- | ------- | ------- | ------- | ------- | ------- | ------- | ------- |
| 2527    | ↗3246   | ↗3653   | ↘3184   | ↗3824   | ↗6935   | ↗8207   | ↗10 449 | ↗11 091 |
| 2002    | 2009    | 2010    | 2011    | 2012    | 2013    | 2014    | 2015    | 2016    |
| ↗12 045 | ↘11 785 | ↘11 440 | ↗11 441 | ↘11 392 | ↗11 396 | ↗11 442 | ↗11 463 | ↗11 482 |
| 2017    | 2018    | 2019    | 2020    | 2021    |         |         |         |         |
| ↘11 477 | ↗11 492 | ↘11 402 | ↘11 280 | ↗12 084 |         |         |         |         |

## Образование
Среднее образование
- Средняя общеобразовательная школа № 1[41]
- Средняя общеобразовательная школа № 2[41]

Профессиональное образование
В 2002—2013 гг. профессиональное образование было представлено проф.училищем № 33, на настоящий момент закрытым
Дополнительное образование
- Чердаклинская детская школа искусств[42]
- Чердаклинский районный Центр дополнительного образования детей[43]
- Чердаклинская детско-юношеская спортивная школа[43]

## Промышленность
- Кондитерская фабрика компании Mars
- Чердаклинский ликёро-водочный завод имени Ефима Игоревича Костромина
- Комбикормовый завод (в н.в. закрыт)
- Складской комплекс FM Logistic
- Средневолжская Промышленная Компания (производство мостовых кранов и талей).

## Транспорт
Через Чердаклы проходит Куйбышевская железная дорога, ж/д станция «Чердаклы» и автотрасса Р178 Саранск— Ульяновск — Димитровград — Самара.
Ходят автобусы до Ульяновска (маршруты № 470, 482, 483, 497) и населённых пунктов района: Октябрьского (маршрут № 151) и Архангельского (маршрут № 366). Действует автостанция, в основном принимающая транзитные автобусы в Самару, Чебоксары, Димитровград, Тольятти, Старую Майну.
Работает внутрипоселковый автобусный маршрут № 3.
| С-З | Чебоксары ~ 277 км Нижний Новгород ~ 513 км | Казань ~ 285 км                    | Нижнекамск ~ 324 км Набережные Челны ~ 409 км | С-В |
| З   | Ульяновск (центр) ~ 31 км Саранск ~ 259 км  | Роза ветров                        | Димитровград ~ 54 км                          | В   |
| Ю-З | Кузнецк ~ 263 км Пенза ~ 346 км             | Тольятти ~ 153 км Сызрань ~ 163 км | Самара ~ 212 км                               | Ю-В |

## Религия
Православные храмы
- Покровский храм (старый, утрачен).

- Покровская церковь [45][46][47][48][49][50][51][52].

Мечети
- Мечеть

## Люди, связанные с посёлком
- Филиппов Василий Иванович (1914, Чердаклы — 1981) — полный кавалер ордена Славы
- Зуев Василий Иванович (1870, Кремёнки — 1941, Чердаклы) — русский художник-миниатюрист, один из виднейших художников ювелирной фирмы Фаберже.[53]
- Нефёдов Сергей Павлович (р. 1939) — космонавт-испытатель, наземный дублёр Ю. А. Гагарина
- Пронин Николай Петрович ― советский и российский хозяйственный и общественный деятель, почётный гражданин города Сызрани (1982). Председатель Сызранского горисполкома (1962—1979).
- Салеев Николай Петрович — советский хозяйственный, государственный и политический деятель. В 1931—1984 гг. — корреспондент в чердаклинской районной «Колхозная стройка»[54].
- Константинов Иван Дмитриевич — Герои Социалистического Труда, работал в колхозе[55].
- Голубков Анатолий Иванович— российский политический деятель, депутат Государственной Думы третьего созыва (1999—2003). Родился в селе.
- Яковлев Василий Афанасьевич — советский хозяйственный, государственный и политический деятель, Герой Социалистического Труда, работал секретарём Чердаклинского райкома ВКП(б)/КПСС.
- Фомин Рашид Радикович — российский бизнесмен, основатель компании ООО "Тлижу".

## Достопримечательности
- Вблизи Чердаклов имеются археологические памятники (курганы) бронзового века.
- В 2015 году в Чердаклах, в двухэтажном здании районного Дома творчества, открылся новый музей (музей Фаберже)[53][56].
- Памятник-обелиск 338 земляку, погибшему в Великой Отечественной войне[57].
- Болото Кочкарь (ООПТ № 049, Ульяновской области)[58].
- Озеро Песчаное (ООПТ № 006)[59].

Памятник В. И. Ленину.  - Площадь Ленина
Доска почёта Чердаклинского района
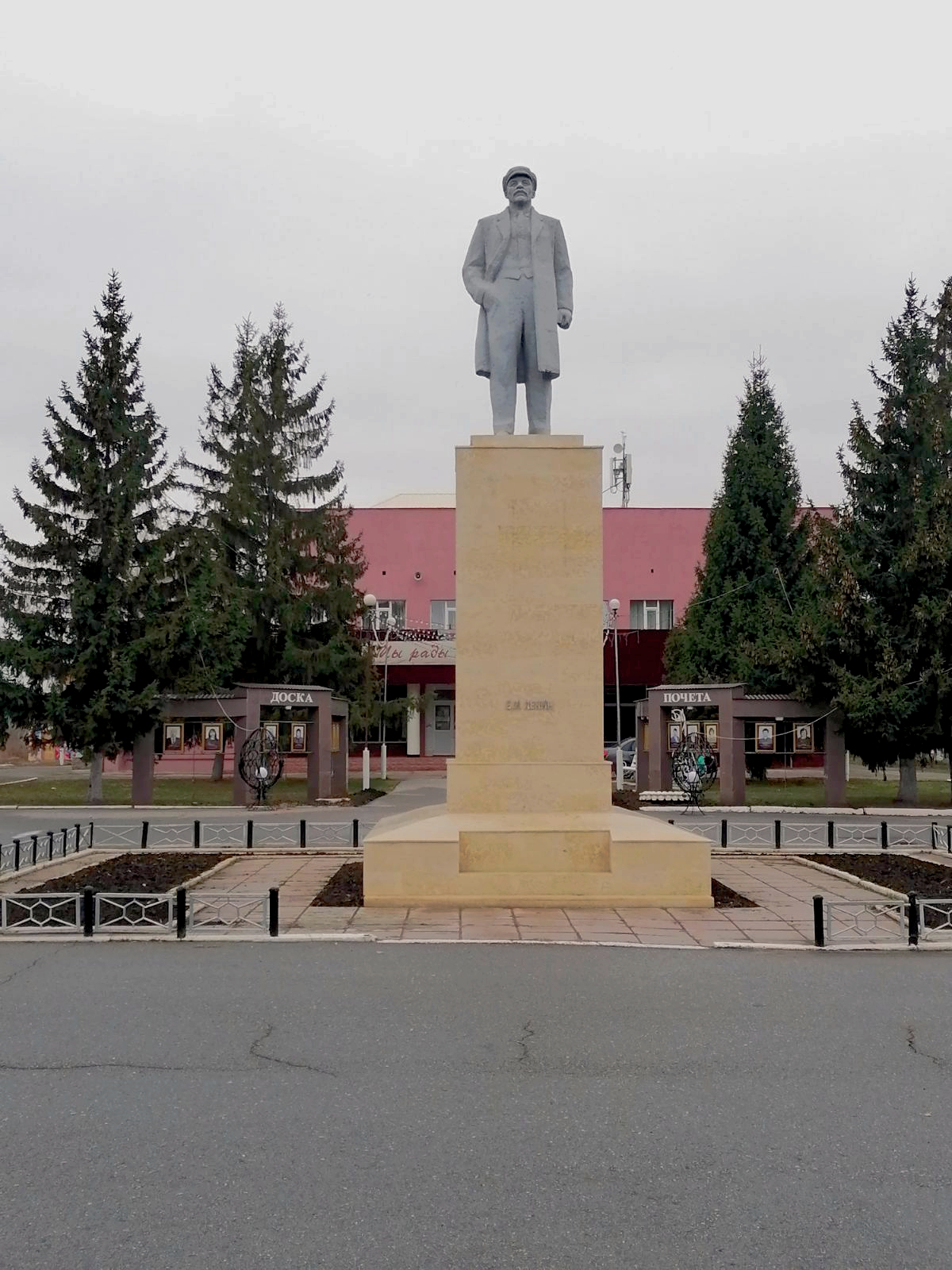
Памятник Ленину.
  - Доска почёта Чердаклинского района
  - Памятник Ленину.

## Названные в честь посёлка
- Улица Чердаклинская (Верхняя Терраса);
- Чердаклинский переулок (Верхняя Терраса);